# Absorbimento

Colonna di absorbimento da laboratorio, con indicati: (1a) ingresso CO_{2} ; (1b): ingresso H_{2}O; (2): uscita miscela; (3): colonna di absorbimento; (4): riempimento.

L'absorbimento è la ritenzione di un materiale (absorbato) da parte di un altro materiale (absorbente); comunemente si tratta di gas, liquidi o solidi trattenuti in un liquido oppure di gas, liquidi o soluti in un solido.

## Absorbimento chimico e absorbimento fisico
L'absorbimento può essere di tipo chimico o di tipo fisico, a seconda della natura delle interazioni che si manifestano tra il solido e il fluido.
Un esempio di absorbimento fisico è dato dall'arricchimento salino delle acque sotterranee per scorrimento su terreno e rocce sedimentarie. L'absorbimento chimico implica invece l'instaurarsi di reazioni chimiche in fase liquida o in determinati siti di legame allo stato solido. Mentre l'adsorbimento è un fenomeno superficiale, l'absorbimento riguarda l'intera massa in oggetto.
Essendo l'absorbimento fisico essenzialmente di natura meccanica, in quanto dovuto all'intrappolamento in vacanze e interstizi dei solidi mentre nei liquidi si identifica sostanzialmente col processo di solubilizzazione, e implicando l'absorbimento chimico l'entrata in gioco di legami chimici, le energie dei due processi (esotermici) sono di differenti ordine di grandezza: per l'absorbimento fisico infatti il limite massimo è di 15 kcal/mol, mentre per l'absorbimento chimico si arriva a 100 kcal/mol.

## In natura
In natura il fenomeno dell'absorbimento determina la composizione quali-quantitativa dei sistemi idrici ed è implicato anche nei fenomeni inquinanti per dilavamento.

## Applicazioni
Applicazioni tecnologiche dell'absorbimento riguardano l'abbattimento a umido di fumi e gas potenzialmente tossici, la depurazione delle acque tramite processi fotocatalitici e la catalisi chimica in fase eterogenea.